# Selliguea albicaula
Selliguea albicaula är en stensöteväxtart som först beskrevs av Edwin Bingham Copeland, och fick sitt nu gällande namn av Masahiro Kato och M. G. Price. Selliguea albicaula ingår i släktet Selliguea och familjen Polypodiaceae. Inga underarter finns listade.